# Zdeňka Svobodová
Zdeňka Svobodová (* 6. února 1943 Písek) je česká hydrobioložka a veterinární toxikoložka se specializací na ichtyotoxikologii.

## Vzdělání a kariéra
Narodila se v Písku 6. února 1943. Rodina měla velké hospodářství v jihočeských Pivkovicích. Vystudovala Vysokou školu veterinární (tehdy součást Vysoké školy zemědělské jako Veterinární fakulta) v Brně, kde působila také jako pomocná vědecká síla.
Po studiu se v roce 1967 přestěhovala s manželem – agronomem, taktéž absolventem Vysoké školy zemědělské – do Vodňan a nastoupila zde jako toxikoložka ryb ve Výzkumném ústavu rybářském. Do roku 2000 vyučovala na Jihočeské univerzitě nemoci a otravy ryb. Poté se vrátila do Brna k výzkumu a vyučování na Fakultě veterinární medicíny a Fakultě veterinární hygieny a ekologie Veterinární univerzity Brno.

## Ocenění
V roce 2016 získala Cenu Milady Paulové ministerstva školství za vědeckou práci v oblasti zemědělských věd.